# Eurobandið
Eurobandið – islandzki duet muzyczny, wykonujący muzykę pop, w którego skład wchodzą Friðrik Ómar i Regína Ósk.
W 2008 reprezentowali Islandię z piosenką „This Is My Life” w 54. Konkursie Piosenki Eurowizji w Belgradzie.